# Импакт-фактор
Импа́кт-фа́ктор (ИФ, или IF) — численный показатель цитируемости статей, опубликованных в данном научном журнале. С 1960-х годов он ежегодно рассчитывается Институтом научной информации (англ. Institute for Scientific Information, ISI), который в 1992 году был приобретён корпорацией Thomson и ныне называется Thomson Scientific, и публикуется в журнале «Journal Citation Report». В соответствии с ИФ (в основном в других странах, но в последнее время всё больше и в России) оценивают уровень журналов, качество статей, опубликованных в них, дают финансовую поддержку исследователям и принимают сотрудников на работу. Импакт-фактор имеет хотя и большое, но неоднозначно оцениваемое влияние на оценку результатов научных исследований.

## Методика расчёта
Расчёт импакт-фактора основан на трёхлетнем периоде. Например, импакт-фактор журнала в 2014 году I2014 вычислен следующим образом: I2014 = A/B, где: A — число цитирований в течение 2014 года в журналах, отслеживаемых Институтом научной информации, статей, опубликованных в данном журнале в 2012—2013 годах; B — число статей, опубликованных в данном журнале в 2012—2013 годах.
В расчёте есть несколько особенностей: Институт научной информации исключает из расчётов некоторые типы статей (сообщения, письма, списки опечаток и т. д.), и для новых журналов импакт-фактор иногда рассчитывается только для двухлетних периодов.

### Достоинства и недостатки
ИФ журнала зависит от области исследований и его типа; из года в год он может заметно меняться, например, опускаясь до предельно низких значений при изменении названия журнала и так далее. Тем не менее, на сегодня ИФ является одним из важных критериев, по которому можно сопоставлять уровень научных исследований в близких областях знаний. Например, инвестор научного исследования может захотеть сравнить результаты исследователей для оценки перспектив своих инвестиций. Для этого и используются объективные численные показатели, такие как импакт-фактор. Поэтому на подобные измерения и существует спрос.
Положительные свойства импакт-фактора:
- широкий охват научной литературы — индексируются более 8400 журналов из 60 стран;
- результаты публичны и легкодоступны;
- простота в понимании и использовании;
- журналы с высоким ИФ обычно имеют более жёсткую систему рецензирования, чем журналы с низким ИФ.

В то же время импакт-фактор не идеален. Например, непонятно, насколько число цитирований показывает качество статьи. Кроме того, в журналах с длительным временем публикации оказываются статьи, которые ссылаются на публикации, не попадающие в трёхгодовой интервал. Действительно, в некоторых журналах время между принятием статьи и публикацией составляет более двух лет, таким образом, остаётся всего год на ссылки, которые учитываются в расчётах. С другой стороны, увеличение временного промежутка, в котором учитывается цитирование, сделает импакт-фактор менее чувствительным к изменениям.
Наиболее очевидные недостатки импакт-фактора следующие:
- число цитирований на самом деле не отражает качество исследования, впрочем, как и число публикаций;
- промежуток времени, когда учитываются цитирования, слишком короток (классические статьи часто цитируются даже через несколько десятилетий после публикации);
- природа результатов в различных областях исследования приводит к различной частоте публикации результатов, которые оказывают влияние на импакт-факторы. Так, например, медицинские журналы часто имеют большие импакт-факторы, чем математические.

В 2016 году группа ведущих сотрудников нескольких издательств, выпускающих элитные научные журналы (в том числе, Nature и Science), опубликовали статью, в которой критиковали практику оценки качества журналов по одному лишь импакт-фактору. В частности, они отмечали, что это приводит к тому, что и отдельные публикации и их авторы оцениваются по этой же характеристике, что является крайне некорректным, поскольку импакт-фактор журнала, в котором опубликована статья, никак не связан с качеством и ценностью самой статьи. Чтобы не допускать подобных оценок, авторы призвали издателей отказаться от использования импакт-фактора, заменив его, например, на кривую распределения статей, опубликованных в журнале, по числу цитирований.

### Кумулятивный эффект
Поскольку журналы с высоким импакт-фактором более привлекательны, в их редакции представляется большее количество интересных работ. Как результат более широкого выбора статей, представленных к публикации, такие журналы имеют (и используют) возможность ещё более повысить свой рейтинг. Побочным положительным эффектом является ужесточение рецензирования в журналах, получающих работ заведомо больше, чем можно опубликовать.